# Nevada State Route 854
Nevada State Route 854 (ook SR 854) is een 7 kilometer lange state route in de Amerikaanse staat Nevada, die van State Route 399 naar Lovelock loopt. De state route ligt geheel binnen Pershing County. State Route 854 begint bij een T-splitsing met State Route 399 en heeft dan de naam Lone Mountain Road. Vervolgens komt de state route aan bij een T-splitsing, waar de weg links afslaat, en loopt respectievelijk onder de namen Arobio Lane, Western Avenue en Dartmouth Avenue naar State Route 398 in het centrum van de plaats Lovelock. Gemiddeld rijden er dagelijks afhankelijk van de locatie tussen de 100 en 1.600 voertuigen over State Route 854 (2013).
Het huidige traject verscheen voor het eerst als state route op de kaart in 1935 als het oostelijke stuk van de onverharde State Route 48, die doorliep tot Gerlach. Het laatste stuk van het huidige traject bij Lovelock verscheen als eerst verhard op de kaart in 1941 en het eerste deel van het huidige traject in 1960. Toen de nummering van de wegen in Nevada in 1976 werd veranderd, kreeg State Route 48 het nummer 399. Later werd het traject van State Route 399 gewijzigd en ontstond State Route 854.